# Ravenoville
Ravenoville é uma comuna francesa na região administrativa da Normandia, no departamento Mancha. Estende-se por uma área de 11,41 km². Em 2010 a comuna tinha 263 habitantes (densidade: 23 hab./km²).